# Tutto sua madre
Tutto sua madre (Les garçons et Guillaume, à table!) è un film del 2013 diretto da Guillaume Gallienne.
Il regista ne ha scritto anche il soggetto e la sceneggiatura, adattando un suo spettacolo monologo teatrale. Il titolo originale in francese si può tradurre in Ragazzi e Guillaume, a tavola!.

## Trama
Film autobiografico di Guillaume Gallienne, tratta del suo rapporto con la madre, della sua identità di genere e del suo amore per le donne.

## Riconoscimenti
- 2014 - Premio César
  - Miglior film
  - Migliore attore protagonista a Guillaume Gallienne
  - Miglior adattamento a Guillaume Gallienne
  - Miglior montaggio a Valérie Deseine
  - Miglior opera prima a Guillaume Gallienne
  - Nomination Miglior regista a Guillaume Gallienne
  - Nomination Migliore attrice non protagonista a Françoise Fabian
  - Nomination Migliore scenografia a Sylvie Olivé
  - Nomination Migliori costumi a Olivier Bériot
  - Nomination Miglior sonoro a Marc-Antoine Beldent, Loïc Prian e Olivier Dô Hùu